# Willy Siegenthaler
Willy Siegenthaler (* 24. März 1955 in Dagmersellen) ist ein Schweizer Berufsoffizier (Brigadier).

## Leben
Siegenthaler arbeitete als Analytiker bei der Schweizerischen Volksbank.
Im Jahre 1984 trat er in das Instruktionskorps der Schweizer Armee ein. Nach mehreren Auslandsaufenthalten und verschiedensten Funktionen kommandierte er von 2004 bis 2009 die Führungsunterstützungsbrigade 41 und von 2009 bis 2014 den Lehrverband Führungsunterstützung 30, danach den Lehrverband Führungsunterstützung. 2014 wurde er zum Zugeteilten Höheren Stabsoffizier des Chefs der Armee ernannt und liess sich 2015 vorzeitig pensionieren.
Er ist verheiratet und wohnt in Dagmersellen.